# 呼子大仏

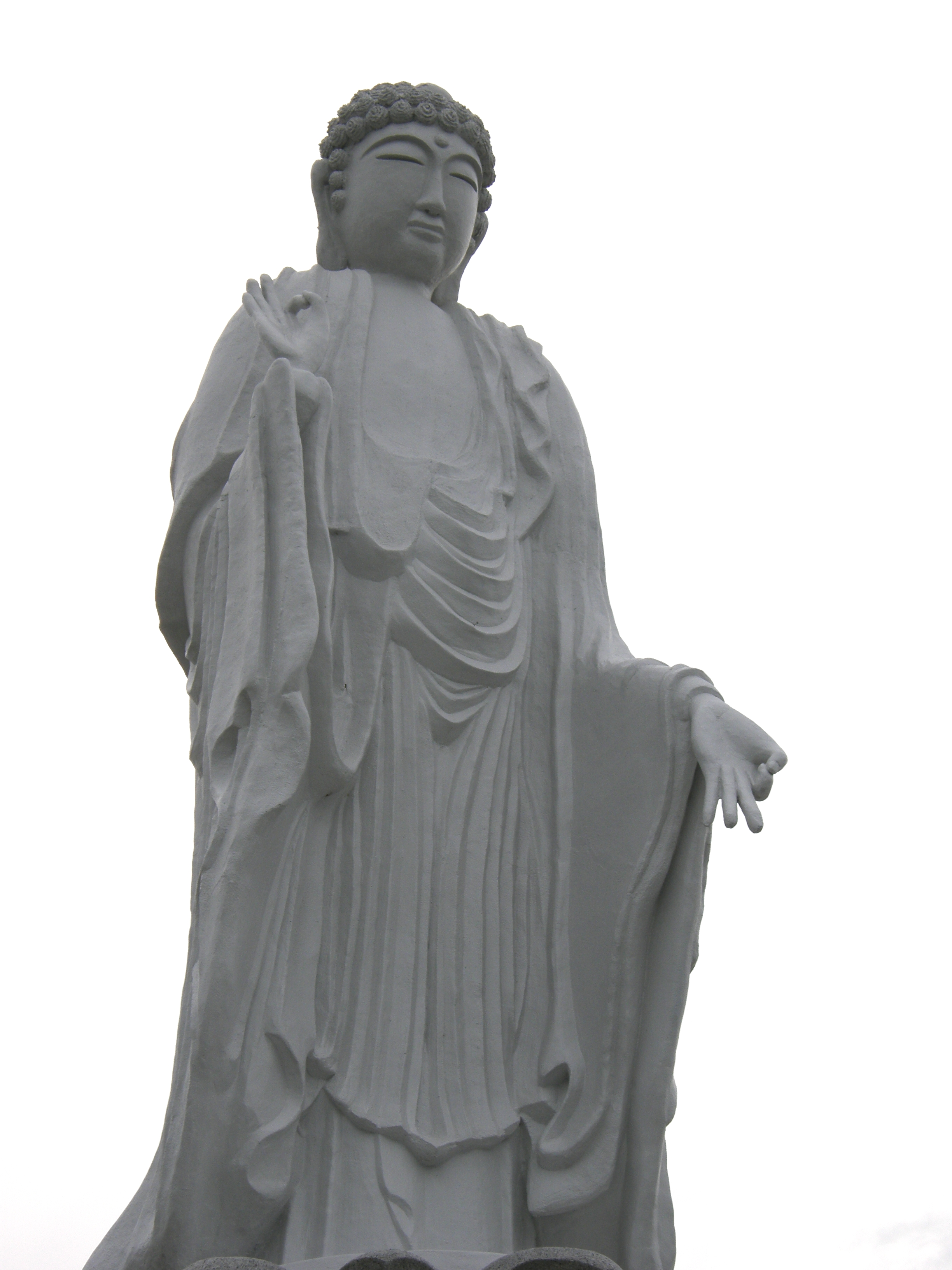
呼子大仏

呼子大仏（よぶこだいぶつ）は、佐賀県唐津市呼子町の尾ノ上公園内にある、コンクリート製の大仏（阿弥陀如来立像）である。

## 特徴
- 1922年（大正11年）4月吉日に作られた、コンクリート製の阿弥陀如来立像である。高さは約10.5m。現存するコンクリート製大仏としては、日本最初の大仏とされている。
- 海で亡くなった人々の慰霊のために作られた（台座より）。
- 大正時代のものなので、老朽化が激しく右手は欠損している。ひび割れも多くあり、左手も崩れかけている。
- 長年潮風に晒されて痛んでいた部位が、2005年の福岡県西方沖地震にて崩れ落ち損傷が激し状況であったが、2009年に建立者の末裔（柴田一族）・呼子町漁協関係・地元建設会社の志（こころざし）・地元関係者の協力により仏像本体の修復工事が行われ、併せて周囲の公園化も進められている。
- 顔が各地にある大仏と比べ、やや丸みを帯びている。
- 台座には「万徳所帰」と刻まれている。
- この阿弥陀如来像は柴田常三郎の建立である。
- 阿弥陀如来像の印相は、来迎印（らいごういん）を結んでおり、親指と人差し指で結ばれた部分がハートの形に見えることから、縁結びの仏様として信仰されている。

## 所在地
- 佐賀県唐津市呼子町呼子1413番地　尾ノ上公園内